# Девін Фінзер
Девін Фінзер (англ. Devin Finzer; народився в 1990) — американський підприємець та керівник відділу технологій. Він співзасновник і нинішній головний виконавчий директор OpenSea, найбільшого у світі торгового майданчика незамінних токенів. У січні 2022 року Forbes оцінив частки в OpenSea, що належать Фінзеру та його співзасновнику Алексу Аталлаху, приблизно в 2,2 мільярда доларів, що зробило їх двома першими мільярдерами, які займаються невзаємозамінними токенами.

## Біографія
Девін Фінзер народився в 1990. Він навчався в середній школі Мірамонта в Орінді, Каліфорнія.
Фінзер вступив до Університету Брауна, де у 2013 році отримав ступінь бакалавра комп'ютерних наук та математики. На першому курсі Фінзер разом із майбутнім засновником Figma Діланом Філдом працював над створенням CourseKick, соціально-орієнтованої пошукової системи для реєстрації на університетські курси. Усього через два тижні після запуску сайту зареєструвалося понад 20 % студентів бакалаврату. Під час навчання в університеті Фінзер проходив стажування у Wikimedia Foundation, Google Cloud Platform та Flipboard. Після закінчення навчання він влаштувався на роботу в Pinterest у Сан-Франциско інженером-програмістом.

## Кар'єра
Фінзер є співзасновником двох технологічних стартапів, у тому числі Claimdog, програми для особистих фінансів, придбаного Credit Karma за нерозкриту суму. У Credit Karma Фінзер зацікавився технологією блокчейн. Разом з Алексом Аталла він розробив та представив WifiCoin, який пропонує токени в обмін на спільне використання доступу до бездротового маршрутизатора. Пара представила концепцію Y Combinator і була добре сприйнята спільнотою. Натхненні випуском CryptoKitties пара перейшла на ринок невзаємозамінних токенів, заснувавши OpenSea в грудні 2017 року.
У липні 2021 року Фінзер посів 19-е місце у списку Forbes «NFTy 50» найвпливовіших людей у сфері незамінних токенів.